# Rekeem Harper
Pour les articles homonymes, voir Harper.
Rekeem Harper, né le 8 mars 2000 à Birmingham, est un footballeur anglais qui évolue au poste de milieu de terrain au Barrow AFC.

## Biographie

### En club
Né à Birmingham, Harper a rejoint West Bromwich Albion à l'âge de 12 ans.
Après être déjà apparu sur plusieurs feuilles de matchs en premier league la saison précédente,, il fait ses débuts professionnels à Albion le 12 août 2017 lors de la victoire 1-0 de son club contre Bournemouth, devenant ainsi le deuxième joueur de Premier League à être né au XXIe siècle,. Le 31 août 2017, Harper signe son premier contrat professionnel avec le club, avant d'être ensuite prêté aux Blackburn Rovers.
Il joue son premier match pour les Rovers le 12 septembre 2017, lors de la victoire 1-0 du club contre Scunthorpe. Il est rappelé à West Brom en janvier 2018, afin de renforcer leur effectif en Championship.
En juillet 2019, il signe un nouveau contrat de trois ans avec West Brom.
Bien que le parcours de Harper avec le club des Midlands n'ait pas été un long fleuve tranquille, il s'impose au cours de la saison 2019-20 comme un joueur régulier de son club sous Slaven Bilić,.
Le 21 janvier 2021, il est prêté à Birmingham City.
Le 25 juin 2021, il rejoint Ipswich Town.
Le 24 août 2022, il est prêté à Exeter City.
Le 29 juin 2023, il rejoint Burton Albion.

### En sélection
En février 2017, Harper est sélectionné avec l'Angleterre des moins de 17 ans à l'occasion de matches contre le Portugal, l'Allemagne et les Pays-Bas. En septembre 2018, Harper fait ses débuts avec l'Angleterre des moins de 19 ans contre la Belgique.

## Palmarès
| West Bromwich Albio - Championnat d'Angleterre D2 : - Vice-champion : 2019-20. |